# Massarosa
Massarosa ist eine italienische Gemeinde mit 21.865 Einwohnern (Stand 31. Dezember 2023) in der Provinz Lucca in der Toskana.

## Geographie

Lage von Massarosa in der Provinz Lucca

Massarosa liegt östlich von Viareggio nahe der Tyrrhenischen Küste. Der Ort liegt etwa 15 km westlich der Provinzhauptstadt Lucca und rund 75 km westlich der Regionalhauptstadt Florenz in der klimatischen Einordnung italienischer Gemeinden in der Zone D, 1 433 GG.
Die Gemeinde erstreckt sich vom ehemals sumpfigen Hinterland bis in die Berge. Der Ortsteil Massaciuccoli ist Namensgeber für den Lago di Massaciuccoli (Lago Puccini), eine ausgedehnte Süßwasserlagune. Das längste Gewässer der Gemeinde ist der Canale Burlamacca, der 9 seiner insgesamt 12 km im Gemeindegebiet verbringt. Der Passort Quiesa bildet den Übergang zur Gemeinde Lucca.
Die Gemeinde besteht, neben dem Hauptort (Capoluogo) Massarosa mit ca. 10.880 Einwohnern, aus den Fraktionen (Ortsteilen, ital. Frazioni) Corsanico-Bargecchia (235 m, ca. 1500 Einwohner), Gualdo (341 m, ca. 140 Einwohner), Massaciuccoli (25 m, ca. 485 Einwohner), Mommio Castello (234 m, ca. 65 Einwohner), Montigiano (305 m, ca. 210 Einwohner), Piano di Conca (10 m, ca. 1970 Einwohner), Piano di Mommio (5 m, ca. 2455 Einwohner, Teils auch zu Camaiore zugehörig), Pieve a Elici (176 m, ca. 250 Einwohner), Stiava (12 m, ca. 3110 Einwohner) und Valpromaro (141 m, ca. 45 Einwohner).
Die Nachbargemeinden sind Camaiore, Lucca, Vecchiano (PI) und Viareggio.

## Geschichte
Das Umland des Sees ist seit prähistorischen Zeiten besiedelt. In etruskischer und römischer Zeit war der See zum Meer hin offen und diente als Landungstelle und Handelsplatz. Archäologische Funde belegen eine etrurische Siedlung und eine römische Villa. Im Mittelalter waren die Ortschaften und ihre Befestigungen zwischen Pisa, Lucca und Florenz umstritten. Die südliche Versilia mit den Orten Massarosa, Viareggio und Camaiore war seit dem Ende des 14. Jahrhunderts Teil der Republik Lucca und teilte ihr weiteres Schicksal. Luccheser Kaufleute errichteten in der Gemeinde seit dem 16. Jahrhundert ihre Villen. In den trockeneren Zonen wurden Getreide und Gemüse angebaut, in den Sümpfen auch Reis. Daneben spielte der Fischfang eine gewisse Rolle. Die Zahl der Einwohner hat sich seit 1880 etwa verdoppelt.
Markgräfin Willa von Tuszien, Tochter des Herzogs und Markgrafen Hugo († 1001) aus dem Haus der Bosoniden, gründete 1025 das Kloster San Michele im Ortsteil Quiesa.

## Sehenswürdigkeiten

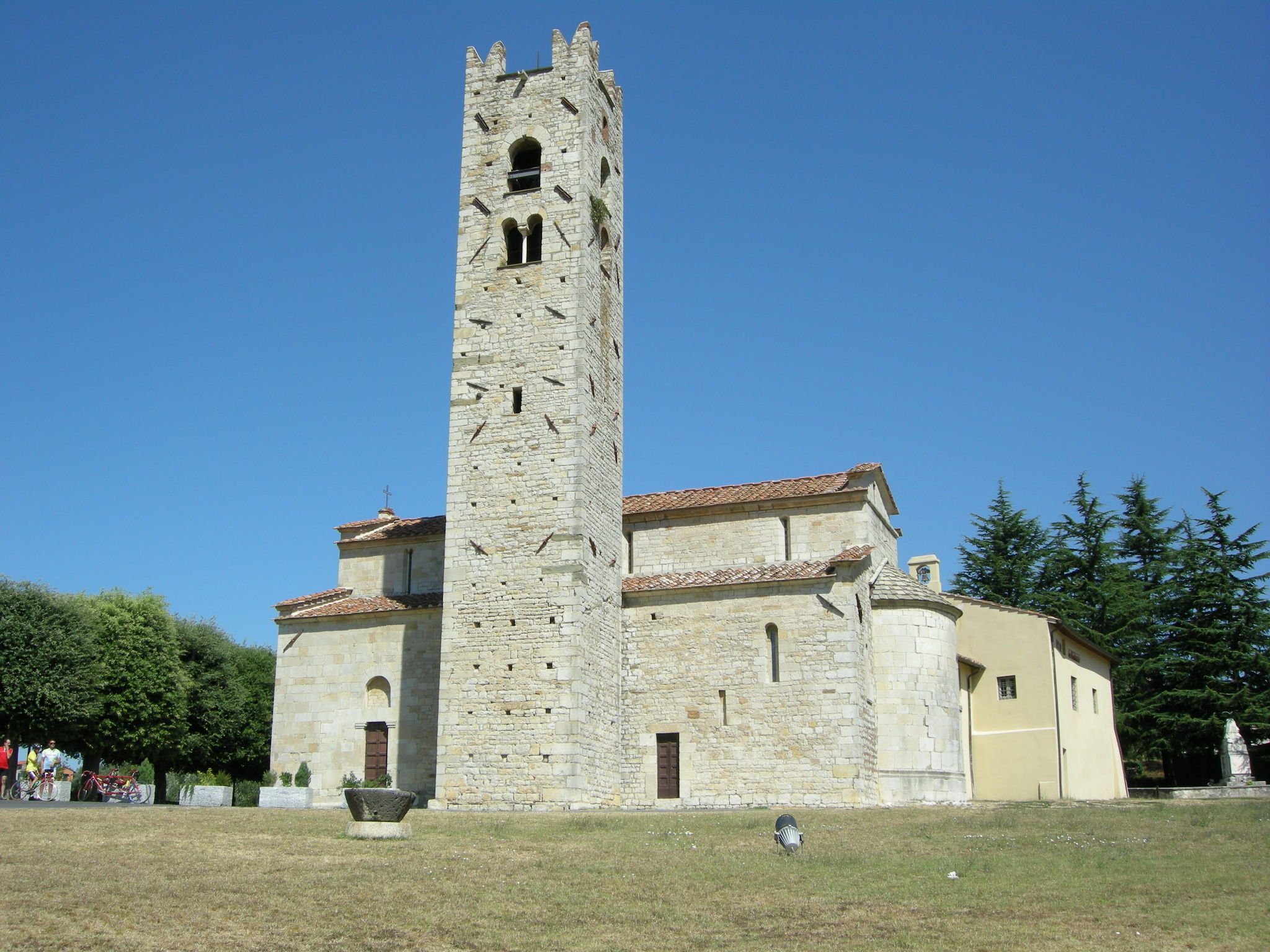
Die Pieve a Elici

- Chiesa dei Santi Jacopo e Andrea, Kirche im Hauptort aus dem 16. Jahrhundert, wurde 1895 komplett restauriert, vergrößert und verändert.[5]
- San Pantaleone in Elci, Pieve, die auf vorromanische Zeit zurückgeht und zuerst 892 erwähnt wurde.[5] Nach mehreren Umbauten wurde die Kirche 1906 und 1956 restauriert und wieder näher an den mittelalterlichen Zustand gebracht.
- Chiesa di Santa Lucia, bereits 984 erwähnte Kirche im Ortsteil Montigiano. Wurde 1687 umgestaltet und zur Parochialkirche ernannt.[6]

## Natur
Der See und Teile des Gemeindegebiets gehören zum Naturpark Migliarino – San Rossore – Massaciuccoli. Er ist ein wichtiger Rastplatz für Zugvögel.

## Verkehr
Massarosa liegt an der Bahnstrecke Lucca-Viareggio und an der Autostrada A11/A12.